# José Antonio Perasso
Juan Antonio Gómez Perasso (Asunción, Paraguay, 21 de agosto de 1956 - ibídem, 24 de agosto de 1994) fue un antropólogo, investigador y periodista paraguayo. Sus padres fueron Manuel María Gómez Fleytas (+) y Emma Perasso (+).[cita requerida]

## Primeros pasos
Realizó sus estudios en su ciudad natal, en la Universidad Católica Nuestra Señora de la Asunción. En 1980, se graduó de licenciado en Historia con la presentación de una tesis sobre los “Avá-kue chiripá”.
En 1982, cursó estudios de posgrado en Arqueología Prehistórica en la Universidad de São Paulo, Brasil, bajo la orientación de Luciana Pallestrini. Su tesis versó sobre “Investigaciones arqueológicas en el sitio Ypacaraí, Paraguay”.
En 1993, en la Universidad Nacional de Asunción (UNA) obtuvo el doctorado en Historia con la tesis “Historia y Arqueología del pueblo de la Santísima Trinidad del Paraná”. 
Ejerció el periodismo trabajando para los diarios ABC Color, Última Hora y Hoy. Fue Profesor de Geología en el Colegio San José (1978-1979) y de Historia y Geografía en el North American School (1978), ambos institutos de enseñanza secundaria de la capital paraguaya.

## Trayectoria
En 1979, fundó el Museo de Arte Moderno y Dibujo Contemporáneo de Paraguay, ocupando la dirección del mismo hasta 1983. En la facultad de Filosofía y Letras de la UNA ejerció la cátedra de Etno-historia paraguaya. 
Fundó, asimismo, el Museo Arqueológico y Etnográfico “Guido Boggiani”, en el cual ejerció la dirección hasta su fallecimiento. 
Realizó numerosos cursos de especialización en Paraguay, en el extranjero, y dictó importantes conferencias sobre temas antropológicos y arqueológicos tales como: “Música indígena del Paraguay”, “Música Popular del Paraguay”, “Introducción a la religiosidad popular”, “Sitio arqueológico Ypané”, “Superficies amplias e reducidas em arqueología histórica e prehistórica no Paraguai” (São Paulo, Brasil), “Sitio arqueológico Ypacaraí”, “Preservación de sitios arqueológicos” y otras importantes conferencias.
En 1984, recibió la distinción “Joven Sobresaliente” otorgado por la Cámara Junior de Asunción.
Fue miembro del Centro de Estudios Antropológicos de la UCA; del Instituto de Investigaciones Históricas, la Asociación Indigenista del Paraguay, Socio Fundador del Instituto Paraguayo de Prehistoria, miembro fundador de la Comisión de Estudios de Historia de la Iglesia en América Latina (CEHILA).
Realizó importantes excavaciones arqueológicas en diversos sitios de Paraguay y Brasil, tales como Marcelina Kué (Itapúa), Pirajú, Estado de Sao Paulo (Brasil), Ypané, Yapacaraí, Corpus, Sitio Frutos (departamento de Paraguarí) y en el Lago Ypoá.

## Obras
Su obra es, por su rigor y su volumen, verdaderamente impresionante. Así, publicó, entre otros, los libros: “Vocabulario Aché-Guayakí. ``Enfoque etnográfico”, “Los pueblos de indios y su desintegración en el Siglo XIX”, “Contexto socio-económico del indio en el Paraguay Oriental”, “Estudios Mak’á: cultura material”, “Estudios arqueológicos en el Paraguay: 
Análisis interpretativo”, “Apuntes de Etnografía Guaraní”, “Estudios Avá-Kwe-Chiripá”, “Los estacioneros: una muestra de música popular religiosa”, “Entes míticos y shamanismo Chiripá-Guaraní, caracteres generales”, “Tecnotipología de estructuras de lascamientos del sitio Marcelina Kué (Itapúa-Paraguay), “El Paraguay del siglo XVIII en tres memorias”, “Crónicas de cacerías humanas. La tragedia ayoreo”, “Los pobres del basural”, “La cultura guaraní en el Paraguay”, “Los Guarayú-Guaraníes del oriente boliviano”, “Jaguakava. Arte plumario indígena del Paraguay”

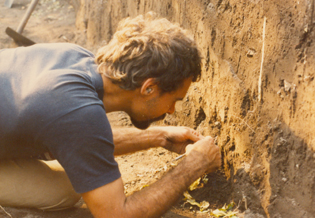

Dio a conocer, asimismo, diversos artículos sobre arqueología y antropología en las revistas “Acción”, “Criterio”, “Temas”, y en los diarios ya citados en los que prestó servicios. Tiene inédito “Apuntes Etnográficos Mby’a”.
Fruto de su paciente obra de investigador en las raíces folklóricas de la música popular paraguaya, editó cuatro discos antológicos bajo la denominación común de “Recopilaciones” numerándolos en “Volúmenes I, II, III y IV”. 
En ellos dio a conocer muestras de la cultura musical oral y ágrafa del Paraguay que sin su intervención, se hubieran perdido irremediablemente. 
Una cuidada reedición de esos discos, impulsada por su madre, la también vigorosa promotora cultural Emma “Meme” Perasso, apareció en el 2006, con el apoyo del Fondo Nacional de la Cultura y las Artes (FONDEC) del Paraguay.

## Fallecimiento
Falleció a los 38 años, el 24 de agosto de 1994, en su ciudad natal.